# Turistická značená trasa 5600
 Turistická značená trasa č. 5600 měří 43,7; spojuje obce Ružomberok a Belá-Dulice napříč pohořím Velká Fatra na Slovensku.

## Průběh trasy
Z Ružomberku táhle nastoupá na hlavní hřeben, po kterém pokračuje jižním směrem až pod vrcholek hory Ploská. Odtud se stočí k západu a Belianskou dolinou horský masív opustí. Jedná se o nejdelší ucelenou značenou turistickou trasu na území Velké Fatry.
| Km   | Místo                       | Navazující a křižující trasy                                                      | Souřadnice                       | Nadm. výška  |
| ---- | --------------------------- | --------------------------------------------------------------------------------- | -------------------------------- | ------------ |
| 0    | Ružomberok, nám. A. Hlinku  | 0856, 2718                                                                        | 49°4′53″ s. š., 19°18′10″ v. d.  | 490 m n. m.  |
| 6,4  | Sedlo pod Sidorovom         | 8613                                                                              | 49°2′46″ s. š., 19°16′18″ v. d.  | 860 m n. m.  |
| 9    | Sedlo pod Vtáčnikom         | 2718                                                                              | 49°2′32″ s. š., 19°14′37″ v. d.  | 1120 m n. m. |
| 11,5 | Vyšné Šiprúnske sedlo       | 0857                                                                              | 49°1′45″ s. š., 19°13′29″ v. d.  | 1385 m n. m. |
| 11,9 | Nižné Šiprúňské sedlo       | 0857                                                                              | 49°1′50″ s. š., 19°13′14″ v. d.  | 1327 m n. m. |
| 16,5 | Smerkovica - voj.zot.       |                                                                                   | 48°59′56″ s. š., 19°12′13″ v. d. | 1365 m n. m. |
| 17,4 | Močidlo - hot. Smerkovica   | 2705, 8602                                                                        | 48°59′31″ s. š., 19°11′55″ v. d. | 1335 m n. m. |
| 21,1 | Severné Rakytovské sedlo    | 8603                                                                              | 48°57′53″ s. š., 19°10′58″ v. d. | 1415 m n. m. |
| 22,6 | Južné Rakytovské sedlo      | 8603                                                                              | 48°57′21″ s. š., 19°10′18″ v. d. | 1295 m n. m. |
| 25,3 | Sedlo pod Čiernym kameňom   | Naučná stezka Čierny kameň, 0858                                                  | 48°56′25″ s. š., 19°8′50″ v. d.  | 1266 m n. m. |
| 27   | Sedlo Ploskej               | Naučná stezka Čierny kameň, 8604                                                  | 48°55′50″ s. š., 19°7′50″ v. d.  | 1396 m n. m. |
| 29,1 | Nad Studeným                | Naučná stezka Hrebeňom Veľkej Fatry, 0870 (Velkofatranská magistrála), 2733       | 48°56′18″ s. š., 19°6′30″ v. d.  | 1301 m n. m. |
| 29,8 | Chata pod Borišovom - rázc. | Naučná stezka Hrebeňom Veľkej Fatry, 0870 (Velkofatranská magistrála), 2733, 8614 | 48°56′27″ s. š., 19°5′58″ v. d.  | 1270 m n. m. |
| 32   | Košiarská - koliba          |                                                                                   | 48°57′11″ s. š., 19°4′59″ v. d.  | 1080 m n. m. |
| 34,8 | Chata Havranovo             | 8659                                                                              | 48°57′59″ s. š., 19°4′39″ v. d.  | 668 m n. m.  |
| 36,5 | Šindeĺná                    |                                                                                   | 48°58′38″ s. š., 19°3′41″ v. d.  | 625 m n. m.  |
| 38,9 | Vlkoště                     |                                                                                   | 48°59′22″ s. š., 19°2′14″ v. d.  | 570 m n. m.  |
| 41,9 | Slávkova dolina - ústie     | 8647                                                                              | 49°0′2″ s. š., 19°0′8″ v. d.     | 526 m n. m.  |
| 43,7 | Belá-Dulice                 | 8647, 2721                                                                        | 49°0′11″ s. š., 18°58′46″ v. d.  | 495 m n. m.  |

## Galerie

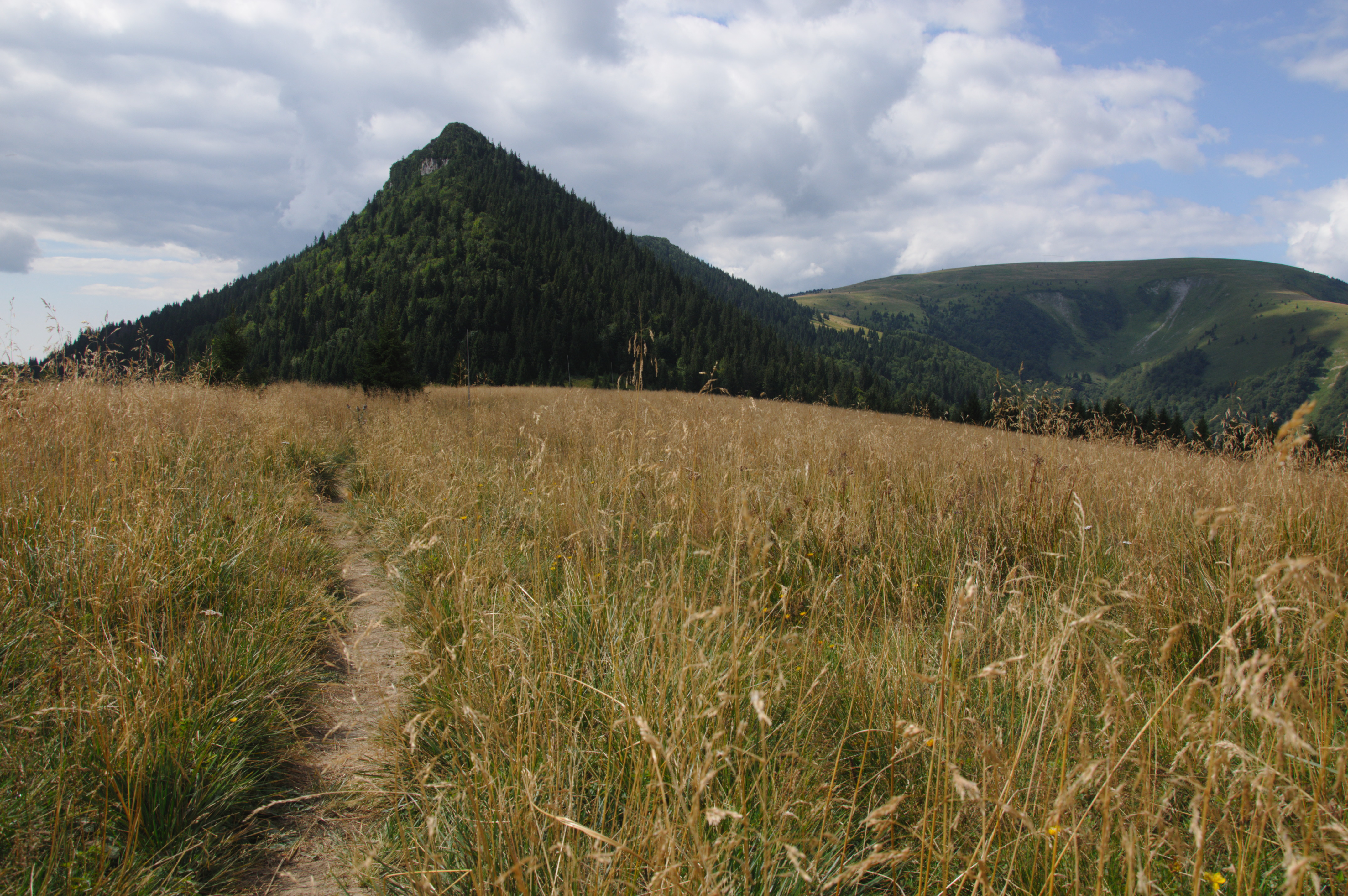
Čierný kameň a Ploská
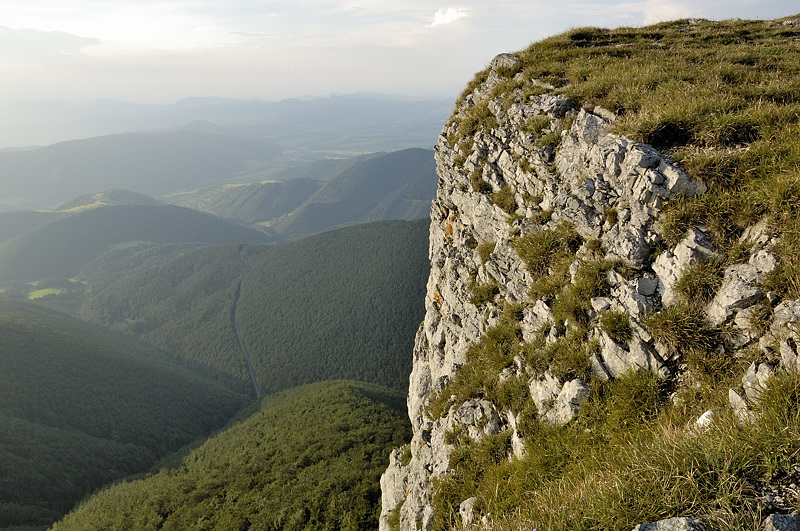
Kľak
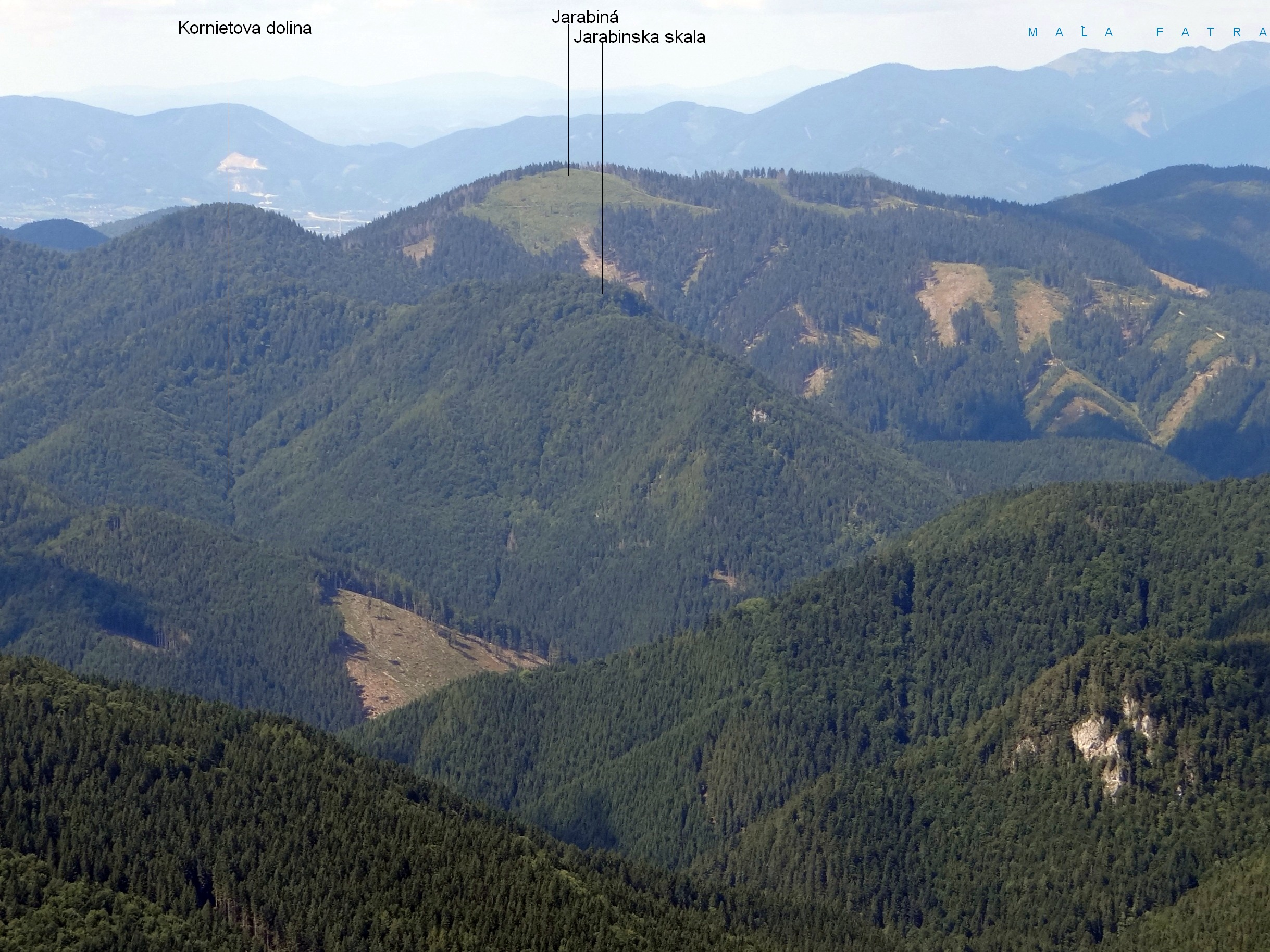
Jarabiná